# Sesta generazione delle console
La sesta generazione delle console per videogiochi debuttò inizialmente in Giappone nel 1998 con l'uscita dell'ultima console SEGA, il Dreamcast, e si concluse nel 2013 con la dismissione ufficiale della PlayStation 2. Questa generazione assistette al declino di SEGA e Nintendo, con il ritiro definitivo di SEGA dalla produzione hardware a causa dell'insuccesso commerciale del Dreamcast e la compagnia sull'orlo del fallimento, l'avvento del GameCube (che non fu mai in grado di competere con il successo del Nintendo 64), di Xbox che segnò un discreto ingresso di Microsoft nel mercato delle console e contrariamente l'affermarsi di PlayStation 2 e del Game Boy Advance tra le console portatili. Questa generazione si presentò con un'implementazione di molti più poligoni e texture che resero la grafica più definita.
Questa generazione di console è conosciuta impropriamente come era delle console a 128 bit, poiché successiva alla precedente generazione conclusasi con il Nintendo 64, la prima console interamente a 64 bit della storia dei videogiochi. Negli anni delle generazioni precedenti si era infatti instaurata una vera e propria "guerra dei bit", analoga alla moderna corsa al più elevato numero di poligoni visualizzabili su schermo o all'elevata risoluzione, ma mentre in passato il numero di bit si riferiva alla dimensione della word effettivamente utilizzata dalla CPU, nel caso dei 128 bit può riferirsi al massimo a componenti periferiche come i bus, a seconda del modello. La guerra dei bit ha avuto un ruolo altamente significativo per la storia dei videogiochi, al punto che la dicitura di console a 128 bit, se pur tecnicamente inesatta, venne esplicitamente utilizzata per pubblicizzare inizialmente Dreamcast e PlayStation 2.
In quanto a supporti di memorizzazione, dai CD si passò ai ben più capaci DVD con la Playstation 2, mentre il Gamecube usufruiva del Nintendo Optical Disc, un formato Mini-DVD; La SEGA, prima dell'uscita di entrambe, tentò di contrapporre ad esse il GD-ROM, standard proprietario con memoria, però, di solo oltre 1 GB (da cui il nome), non potendo perciò essere in grado di competere con la capacità dei DVD, pari a 4.7 GB (8.5 se a doppio strato) e al cosiddetto “Emotion Engine” della Playstation 2, processore grafico 5 volte più potente rispetto a quello del Dreamcast

## Console
| Nome               | Sega Dreamcast | Sony PlayStation 2 | Nintendo GameCube | Microsoft Xbox |
| ------------------ | --- | --- | --- | --- |
| Immagine           | Logo Dreamcast | Logo PS2 | Logo GameCube | Logo Xbox · Xbox · Xbox e "Controller S" |
| Prezzi (USD)       | US$199,99 (prezzo di lancio) US$49,99 (finale)                                                                                                 | US$299,99 (prezzo di lancio) US$99,99 (finale) | US$199,99 (prezzo di lancio) US$99,99 (finale)                                                                                          | US$299,99 (prezzo di lancio) US$149,99 (finale) |
| Titolo più venduto | Sonic Adventure, 2,5 milioni (al giugno 2006)                                                                                                  | Grand Theft Auto: San Andreas, 17,33 milioni (al 27 febbraio 2009) | Super Smash Bros. Melee, 7,09 milioni (al 10 marzo 2008)                                                                                | Halo 2, 8 milioni (all'8 maggio 2006) |
| Data rilascio      | - 27 novembre 1998 - 9 settembre 1999 - 14 ottobre 1999                                                                                        | - 4 marzo 2000 - 26 ottobre 2000 - 24 novembre 2000 - 30 novembre 2000 | - 14 settembre 2001 - 18 novembre 2001 - 3 maggio 2002 - 17 maggio 2002                                                                 | - 15 novembre 2001 - 22 febbraio 2002 - 14 marzo 2002 |
| Accessori          | - Visual Memory Unit - mouse e tastiera - canna da pesca - microfono - Light Gun - Dreameye (telecamera) - Samba de Amigo Maracas (controller) | - PlayStation 2 HDD Disco rigido per il PlayStation 2 Expansion Bay (solo per i modelli 30000 e 50000) - Adattatore Network integrato nella versione "slim" - EyeToy - PlayStation 2 DVD remote control - Controller Guitar Hero | - Wavebird - GameCube-GBA cable - Modem e adattatore Broadband - Game Boy Player - DK Bongos - Dance pad - Nintendo GameCube Microphone | - Xbox Live Starter Kit - Xbox Media Center Extender - DVD Playback Kit - Xbox Music Mixer - Memory Unit (8 MB) - Logitech Wireless Controller (2,4 GHz) |
| Gamepad            | Controller Dreamcast | DualShock 2 | Controller Nintendo Gamecube | Controller Xbox |
| CPU                | 200 MHz SuperH SH-4 | 294 MHz MIPS "Emotion Engine" | 485 MHz PowerPC "Gekko" | 733 MHz x86 Intel Celeron/PIII Custom Hybrid |
| GPU                | 100 MHz NEC/VideoLogic PowerVR CLX2 | 147 MHz "Graphics Synthesizer" | 162 MHz ATI "Flipper" | 233 MHz Custom Nvidia NV2A |
| RAM                | 16 MB SDRAM RAM video: 8 MB Sound RAM 2 MB | 32 MB RDRAM RAM video: 4 MB | 24 MB 1T-SRAM RAM video: 3 MB embedded 1T-SRAM 16 MB DRAM                                                                               | 64 MB DDR SDRAM unificata |
| Servizi online     | Dreamarena, GameSpy, SegaNet | PS2Online | Supporto LAN | Xbox Live |
| Retrocompatibilità | N/A | PlayStation | GB, GBC e GBA (tramite il Game Boy Player)                                                                                              | N/A |
| Sistema operativo  | SegaOS, Windows CE, KallistiOS | sistema proprietario, Linux DVD Playback Kit | sistema proprietario, disco di avvio per il Game Boy Player                                                                             | Windows 2000 Kernel, Xbox Music Mixer DVD Playback Kit                                                                                                   |
| Programmabilità    | Homebrew possibile | Software Yabasic, Linux e FreeMCBoot | Homebrew possibile tramite un'hack | Tramite softmod e modchip hardware |

## Console portatili
|            | Game Boy Advance                         | Game Boy Advance SP                         | Game Boy Micro                         |
| ---------- | ---------------------------------------- | ------------------------------------------- | -------------------------------------- |
| Fotografia | Logo Game Boy Advance · Game Boy Advance | Logo Game Boy Advance · Game Boy Advance SP | Logo Game Boy Advance · Game Boy Micro |
| Produttore | Nintendo                                 | Nintendo                                    | Nintendo                               |
|            | WonderSwan                               | WonderSwan Color                            | SwanCrystal                            |
| Fotografia | Logo WonderSwan · WonderSwan             | Logo WonderSwan Color · WonderSwan Color    | SwanCrystal                            |
| Produttore | Bandai                                   | Bandai                                      | Bandai                                 |
|            | N-Gage                                   | N-Gage QD                                   |                                        |
| Fotografia | Logo N-Gage · N-Gage                     | N-Gage QD                                   |                                        |
| Produttore | Nokia                                    | Nokia                                       |                                        |
|            | GP32                                     |                                             |                                        |
| Fotografia | GP32                                     |                                             |                                        |
| Produttore | GamePark                                 |                                             |                                        |